# Crocidura beatus
Crocidura beatus — вид ссавців родини Soricidae. Це ендемік Філіппін. Його природне місце проживання — субтропічні або тропічні сухі ліси.